# Amblyrhynchus cristatus
La iguana marina (Amblyrhynchus cristatus), una especie de reptil escamoso de la familia Iguanidae. Es la única especie de su género, el cual se encuentra emparentado con el género de las iguanas terrestres y más estrechamente con el género Conolophus (iguana terrestre de  Galápagos).
Es una especie endémica de las islas Galápagos, habita las costas rocosas de este archipiélago ecuatoriano, si bien es posible hallarlas en manglares y playas. Es el único lagarto moderno que depende del medio ambiente marino; alimentándose casi exclusivamente de algas marinas. Para alimentarse es capaz de nadar en el mar, pero esta actividad solo es realizada por los machos adultos, puesto que son de mayor tamaño; las hembras y las crías se alimentan cuando baja la marea y las algas quedan al descubierto. Como resultado de su alimentación, deben librarse del exceso de sal que ingieren, excretando sal concentrada en forma de cristales desde una glándula salífera nasal.

## Evolución
Se calcula que las iguanas de América del Sur (terrestres) llegaron a las Galápagos mediante un proceso de dispersión transoceánica hace millones de años antes de evolucionar hasta convertirse en la especie actual.

## Características
Los machos adultos alcanzan aproximadamente 2,3 m de largo, mientras que las hembras 1,6 m. Los machos llegan a pesar 15 kg.
Cuando no están alimentándose, pasan mucho tiempo tomando el sol en las rocas de la costa, para elevar su temperatura corporal. Además, su coloración negra les facilita la rápida absorción del calor después de salir de las frías aguas.
Cuando nadan, estos animales ralentizan su ritmo cardíaco para no perder calor, incluso pueden parar su corazón sin riesgo alguno.[cita requerida]

## Depredadores
En estado natural, las iguanas marinas no tienen muchos depredadores naturales debido a su tamaño, puesto que en su hábitat no hay muchos depredadores con el tamaño suficiente para amenazarlas. Pero las hembras son de menor tamaño que los machos por su dimorfismo sexual, y se vuelven vulnerables sobre todo cuando dejan la costa para desovar y pueden ser presas del gavilán de Galápagos (Buteo galapagoensis) y serpientes corredoras de Galápagos (Pseudalsophis biserialis). También las iguanas jóvenes recién nacidas sufren este mismo problema; pero una iguana macho adulta puede despreocuparse de estas amenazas por su tamaño que lo protege.

## Subespecies
Se reconocen las siguientes subespecies:
- Amblyrhynchus cristatus albemarlensis
- Amblyrhynchus cristatus cristatus
- Amblyrhynchus cristatus hassi
- Amblyrhynchus cristatus mertensi
- Amblyrhynchus cristatus nanus
- Amblyrhynchus cristatus sielmanni
- Amblyrhynchus cristatus venustissimus